# Itapiranga (Santa Catarina)
Pour les articles homonymes, voir Itapiranga.
Itapiranga est une ville brésilienne de l’ouest de l’État de Santa Catarina (ne pas confondre avec une autre ville du même nom dans l'Etat d'Amazonas, au Brésil également ; c'est dans cette autre ville qu'ont lieu les apparitions mariales).

## Géographie
Itapiranga se situe par une latitude de 27° 10′ 10″ sud et par une longitude de 53° 42′ 44″ ouest, à une altitude de 206 mètres.
Sa population était de 15 430 habitants au recensement de 2010. La municipalité s’étend sur 280 km2.
Elle fait partie de la microrégion de São Miguel do Oeste, dans la mésorégion Ouest de Santa Catarina.

## Administration
La municipalité est constituée de trois districts :
- Itapiranga (siège du pouvoir municipal)
- São João
- Tunas

## Villes voisines
Itapiranga est voisine des municipalités (municípios) suivantes :
- Barra do Guarita dans l’État du Rio Grande do Sul
- Caiçara dans l’État du Rio Grande do Sul
- Derrubadas dans l’État du Rio Grande do Sul
- Mondaí
- Pinheirinho do Vale dans l’État du Rio Grande do Sul
- São João do Oeste
- Tunápolis

La ville est également limitrophe de l’Argentine.